# TK
TK (TK-3) і TKS — польські танкетки (малі розвідувальні безбаштові танки) часів Другої світової війни. Розроблено на базі шасі британської танкетки Carden Loyd. TK вироблялась починаючи з 1931 року. У 1939 році танкетку почали переозброювати 20 мм гарматою, але до початку війни встигли модернізувати лише 24 одиниці. TKS також використовувалися як бронедрезини.

## Модифікації
- TK (TK-3) — вироблено близько 280 штук з 1931 року.
- TKF — танкетка TK з двигуном 46 к.с. (34 кВатт); вироблено близько 18 штук.
- TKS — поліпшена модель 1933; вироблено близько 260 штук.
- TKS з 20-мм гарматою — близько 24 TKS були обладнані 20-м гарматою в 1939 році.

Експериментальні моделі:
- TK-1, TK-2 — перші прототипи
- TKD — легка самохідна артилерійська установка з 47-мм гарматою; вироблено 4 примірники.
- TKW — легкий розвідувальний танк з баштою; тільки один прототип.
- TK-3 з 20-мм гарматою — зроблений тільки один прототип з модифікованим корпусом.
- TKS-D — легкий винищувач танків з 37-мм протитанковою гарматою Бофорс; вироблено 2 примірника.

## Була на озброєнні
- Польща
- Естонія — 6 танкеток, замовлених у Польщі 6 листопада 1934 року[1]
- СРСР — 21 танкетку захопили під час війни з Польщею. Стояли на озброєнні 4 танкетки, незабаром до них додалися ще 2 з Естонії
- Третій Рейх — кілька десятків танкеток стояли на озброєнні Люфтваффе, для охорони аеродромів, та військ СС.

## Бойове застосування
На початок вторгнення в Польщу в 1939 році польська армія зуміла мобілізувати 650 танкеток. Захоплений в перші дні війни німецький офіцер-танкіст оцінив швидкість і спритність польської танкетки, заявивши: «… дуже складно потрапити з гармати по такому маленькому таргану».
Польський танкіст Роман Едмунд Орлик за вересень 1939 року на танкетці TKS з 20-мм гарматою разом зі своїм екіпажем підбив 13 німецьких танків (серед яких ймовірно один PzKpfw IV Ausf B).
Дані танкетки перебували на озброєнні і РККА у 12-му МК. Проте коли почалася Німецько-радянська війна всі вони були покинуті в парках.

## Галерея

widths=180
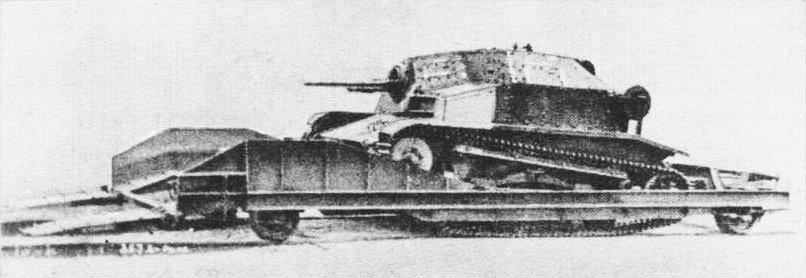
бронедрезина типу TKS
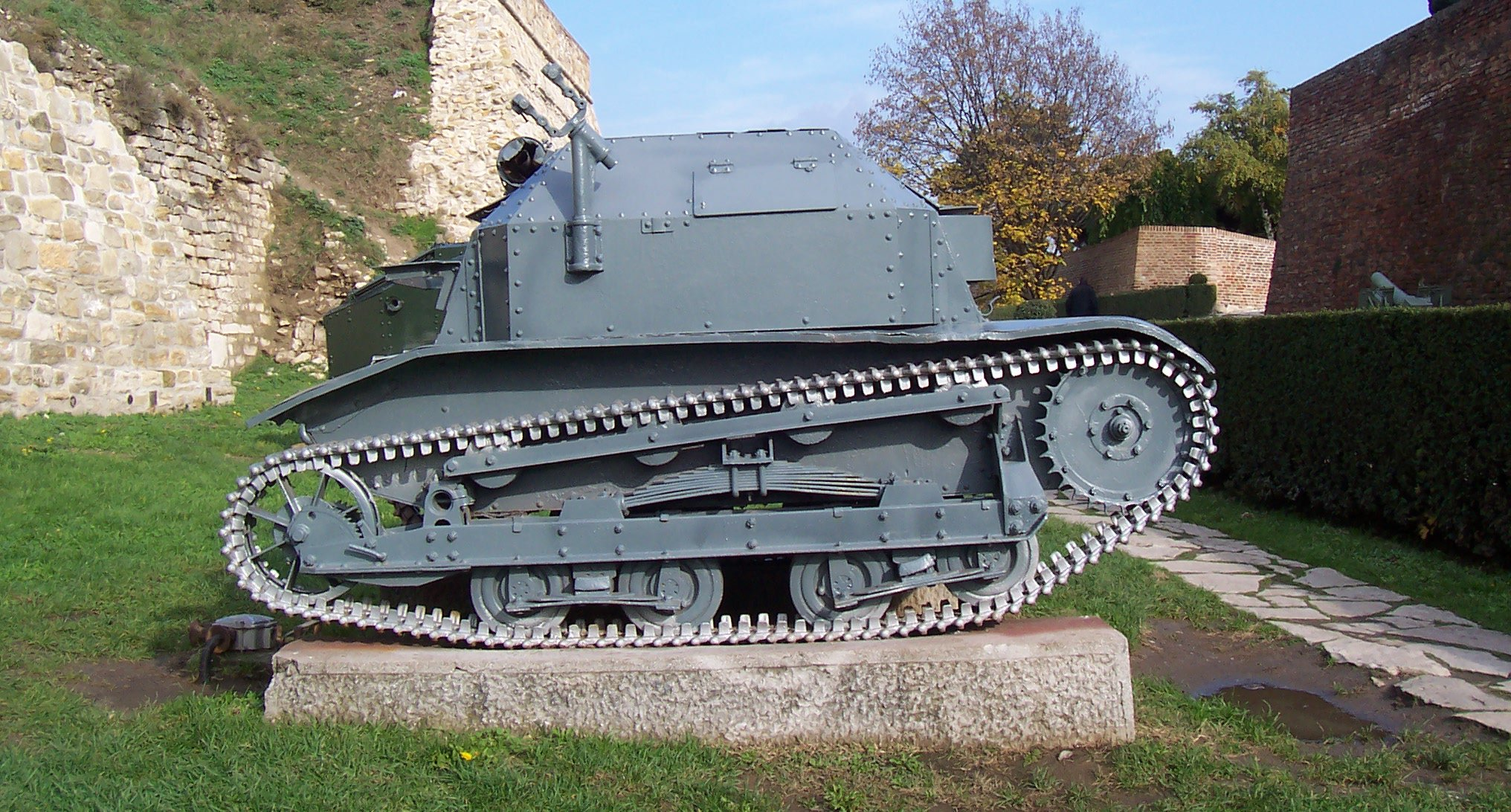
ТК-3 (TKF версія)
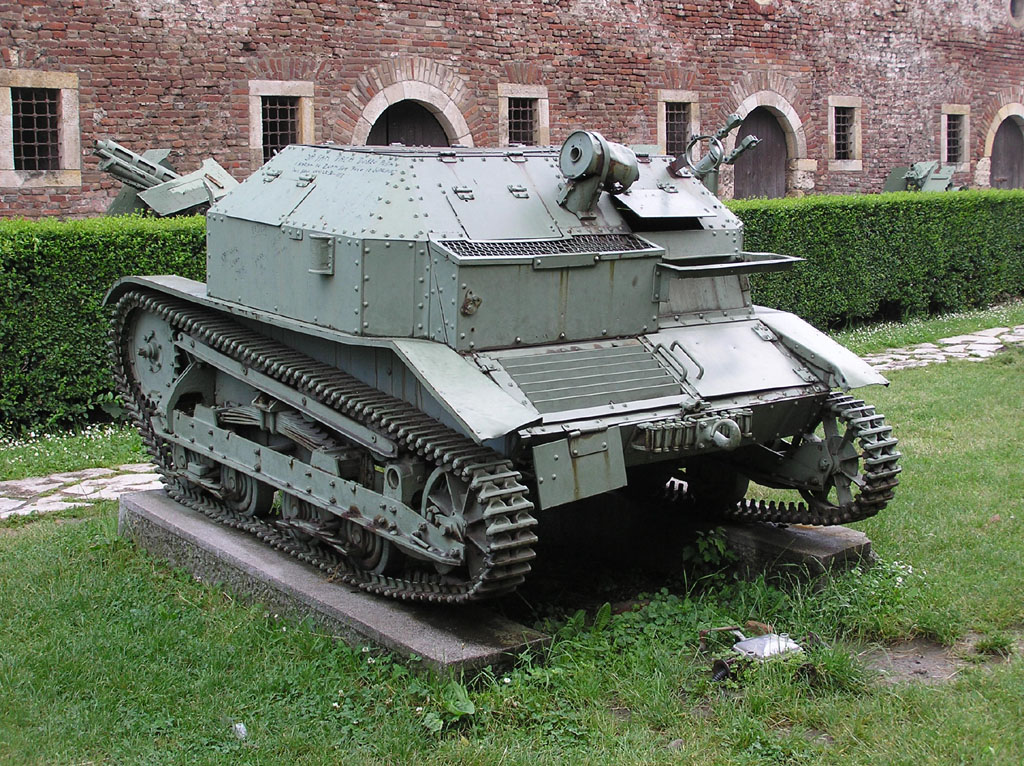
ТК-3 (TKF версія)
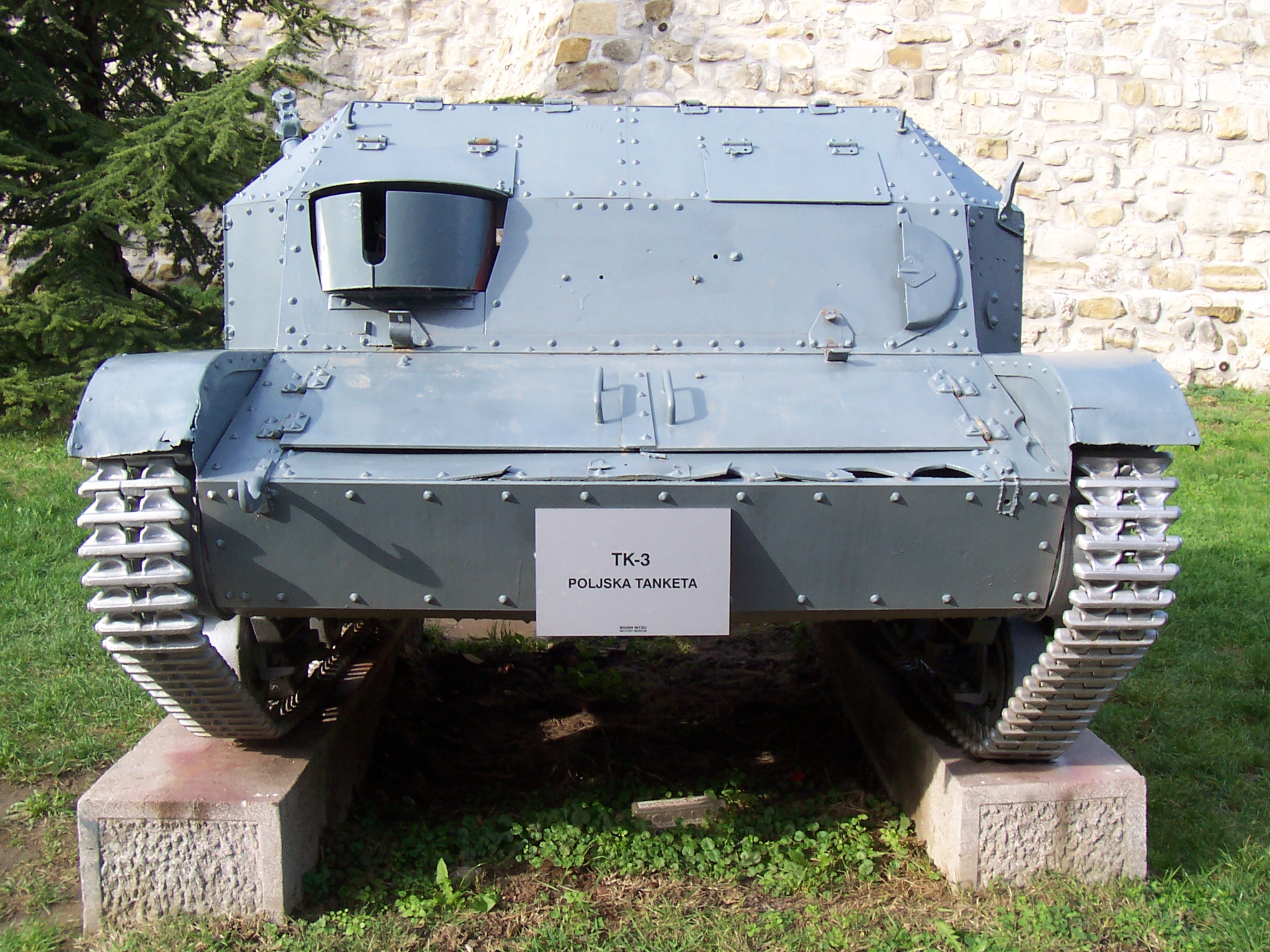
ТК-3 (TKF версія)